# Rossiya (compagnie aérienne)
Pour les articles homonymes, voir Rossiya.
Rossiya (Россия ; Rossiya) ou officiellement la Société par actions « compagnie aérienne "Rossiya" » (Акционерное общество «Авиакомпания „Россия“» ; Akcionernoe obŝestvo « Aviakompaniya „Rossiya“») est une compagnie aérienne russe détenue par le gouvernement russe au travers de la holding Rostechnologii. Basée sur l'Aéroport de Poulkovo (Saint-Pétersbourg), elle dessert 70 destinations en Russie, 22 dans la CEI et 20 autres en Europe et en Asie. En 2010, la compagnie a transporté plus de 3 millions de passagers. 
La compagnie figure depuis 2022 sur la liste des compagnies aériennes interdites d'exploitation dans l'Union européenne. 

## Histoire

### Fusion avec Pulkovo Aviation

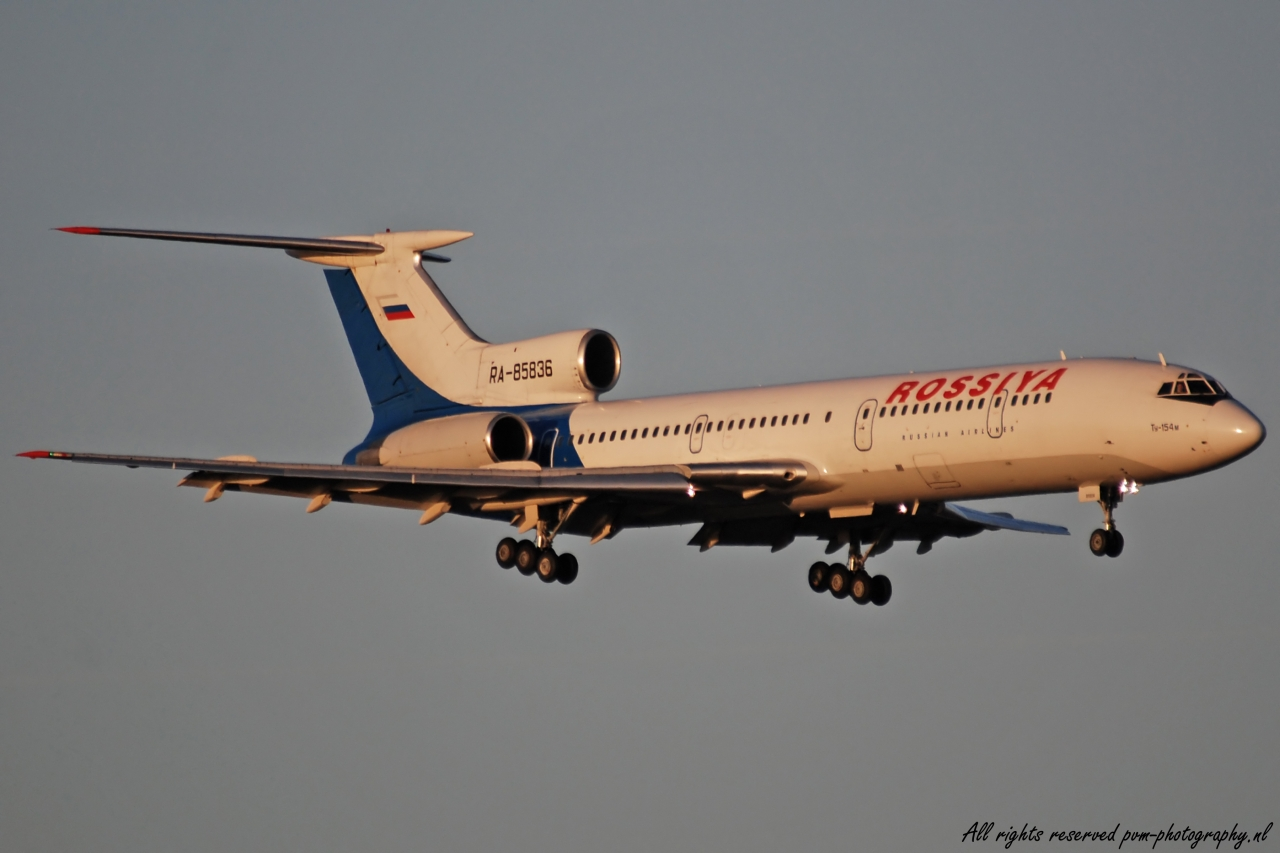
Tupolev Tu-154M de Rossiya à Amsterdam.

En 1992, la compagnie Rossiya est créée. Elle est entièrement détenue par le gouvernement russe. Au début des années 2000, le gouvernement décide de fusionner la compagnie avec Pulkovo Aviation. Le processus de fusion débute en 2004 et s'achève en 2006 avec la disparition de Pulkovo au profit de Rossiya.

### Groupe Aeroflot
En février 2010, le gouvernement annonce que toutes les compagnies régionales détenues par le gouvernement russe et gérées par la société Rostec sont unifiées sous la bannière Aeroflot pour accroître la viabilité financière de celle-ci.
Le 16 novembre 2011, 75% des actions est transférée à Aeroflot, puis en décembre 25% sont transférés au gouvernement de Saint-Pétersbourg
En 2014, la branche commerciale de Rossiya est transférée à sa maison mère Aeroflot et les vols sont également opérés sous un même code pour les compagnies membres du groupe. Rossiya devient membre du programme de fidélité d'Aeroflot.

### Fusion avec Donavia et Orenair

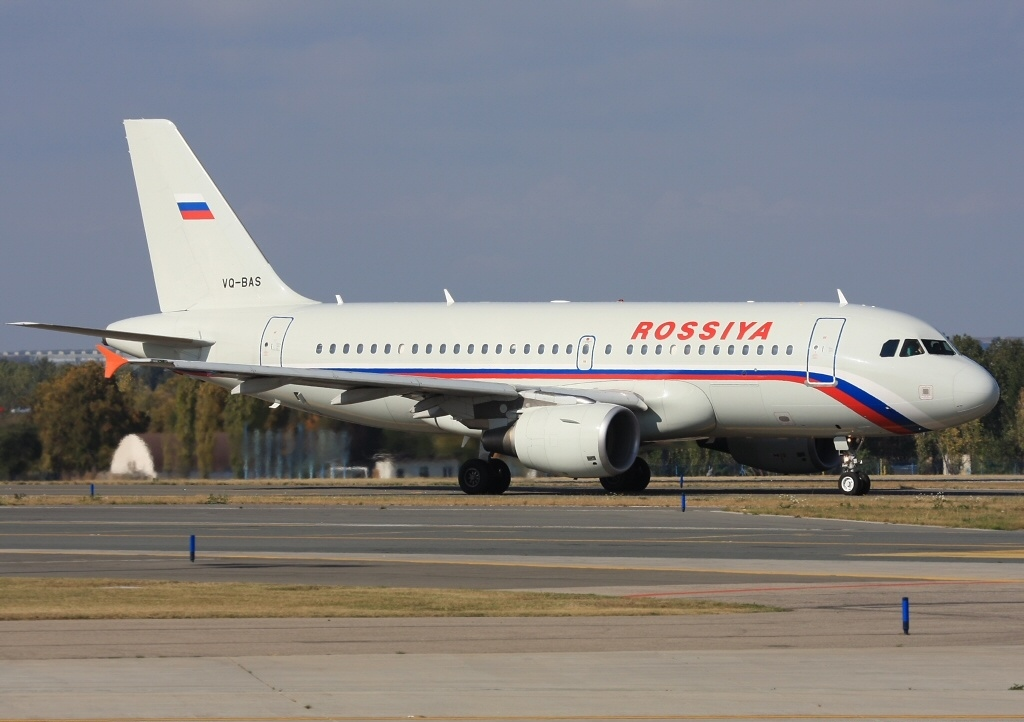
A319 au sol à l'aéroport de Prague.

En décembre 2015, le groupe Aeroflot annonce la fusion de Rossiya avec deux autres compagnies régionales membres du groupe ; Donavia (avec son hub à l'aéroport de Rostov-sur-le-Don) et Orenair (basée à Orenburg Tsentralny Airport et Moscou Domodedovo. Les trois compagnies sont réunies sous le nom de Rossiya (le nom de la compagnie la plus grande des trois). La nouvelle Rossiya reprend donc les destinations des trois compagnies et y ajoute des vols de Transaero, qui a fait faillite deux mois auparavant. 
En mars 2016, les vols qui étaient effectués par les trois compagnies sont désormais effectués par Rossiya.

### Nouvelle identité visuelle

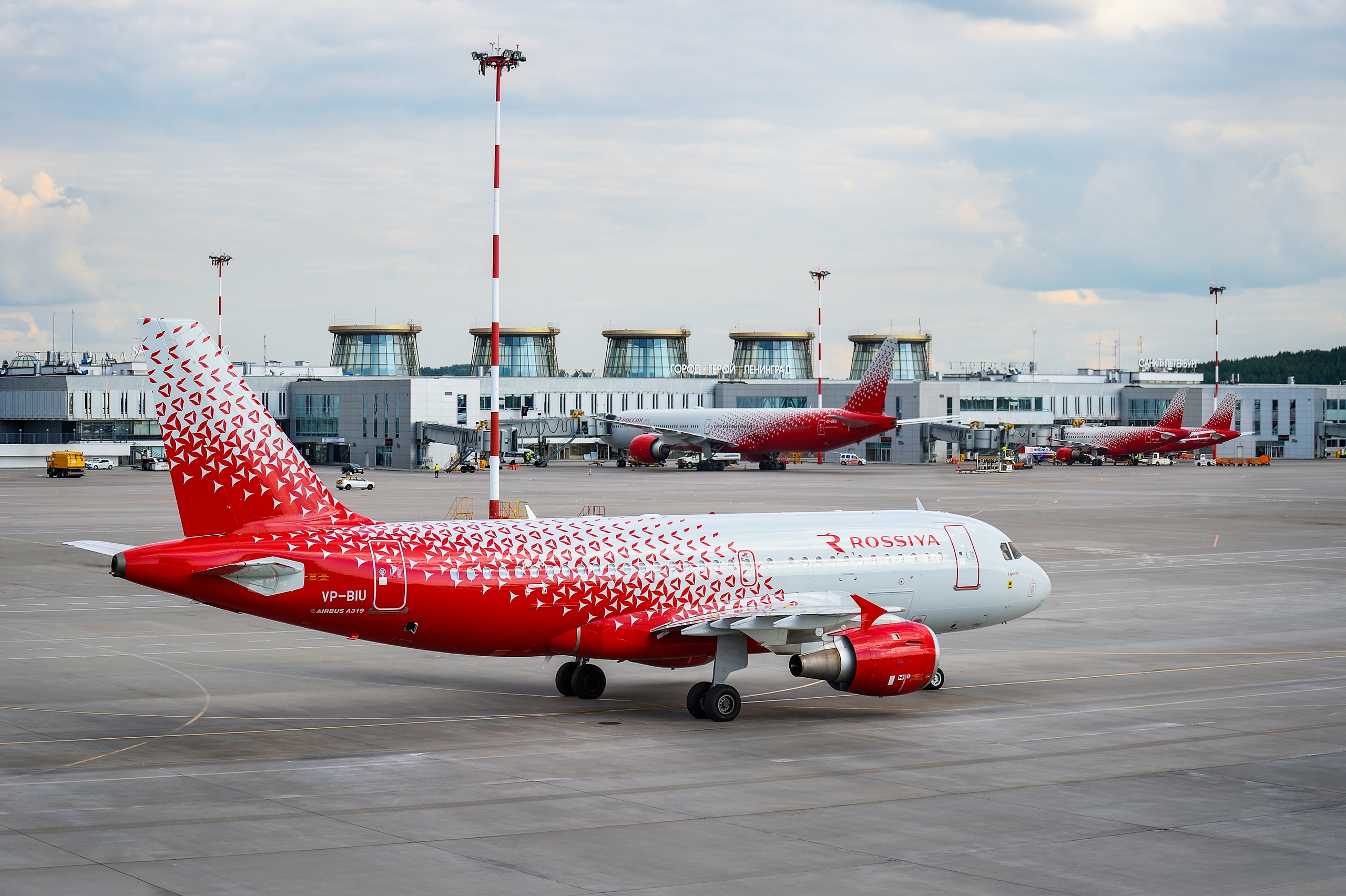
Livrée de la nouvelle Rossiya.

En 2016, en même temps que l'introduction de la nouvelle Rossiya, résultat de la fusion de l'"ancienne" Rossiya, Donavia et Orenair, la compagnie a débuté un changement d'identité visuelle, mené avec l'aide de la société Otvetdesign Agency. Le but de la compagnie est de créer une nouvelle identité, brillante, facilement reconnaissable et identifiable afin de marquer l'évolution de la compagnie. Une grande importance a été accordée à être dans la continuité de l'ancien logo et à le moderniser.
Ainsi, une nouvelle livrée avec la nouvelle identité est déployée pour la première fois en avril 2016 sur un Boeing 747-400 de la compagnie nommé Saint-Pétersbourg. Comme de tradition, chaque avion porte le nom d'une ville russe.

## Indicateurs opérationnels
|                                 | 2007    | 2008    | 2009    | 2010  | 2011  | 2012  | 2013  | 2014   | 2015  | 2016   | 2017   | 2018 | 2019 |
| Passengers transported, mln     | 3,2     | 3,5     | 2,9     | 3,1   | 3,5   | 4,2   | 4,6   | 5,2    | 4,6   | 8,1    | 11,1   | 11,1 | 11,6 |
| Passenger turnover, bln pass-km | No data | 7,730   | 6,091   | 6,242 | 7,191 | 8,761 | 9,186 | 10,147 | 8,695 | 18,719 | 28,119 | 29,6 | 33,7 |
| Taux de remplissage, %          | No data | No data | No data | 75,3  | 75,3  | 77,5  | 76,4  | 75,7   | 81,7  | 81,7   | 84,4   | 86,6 | 85,3 |

## Flotte

### Flotte actuelle

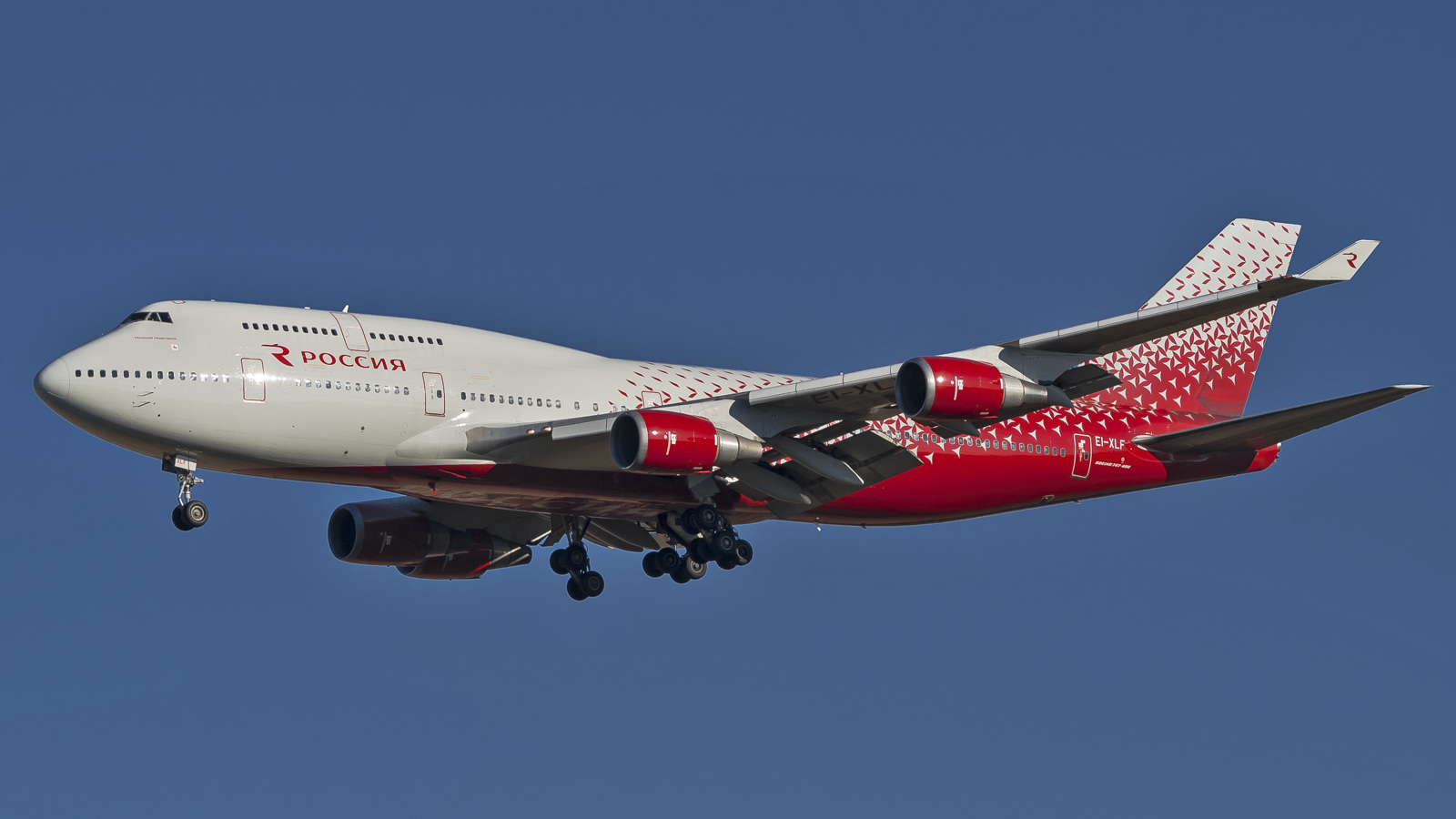
Boeing 747-400 de Rossiya Airlines

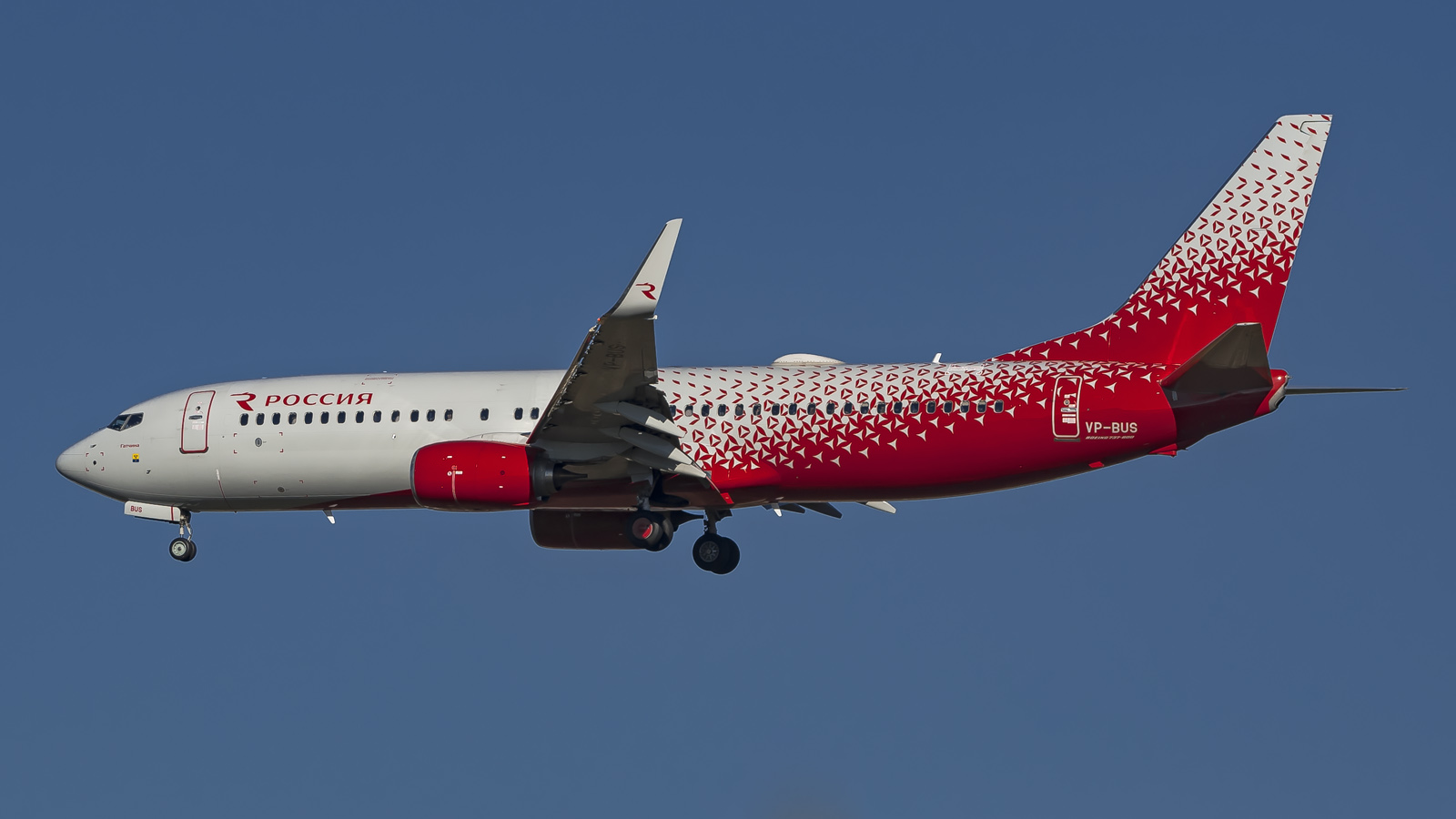
VP-BUS, Boeing 737-800

Au mois d'octobre 2020, la flotte de Rossiya se compose des appareils suivants :

### Ancienne flotte
Rossiya a, par le passé, opéré les types d'avions suivants :
Certains avions étaient utilisés par le gouvernement russe
- Tupolev Tu-214
- Tupolev Tu-154M
- Yakovlev Yak-40

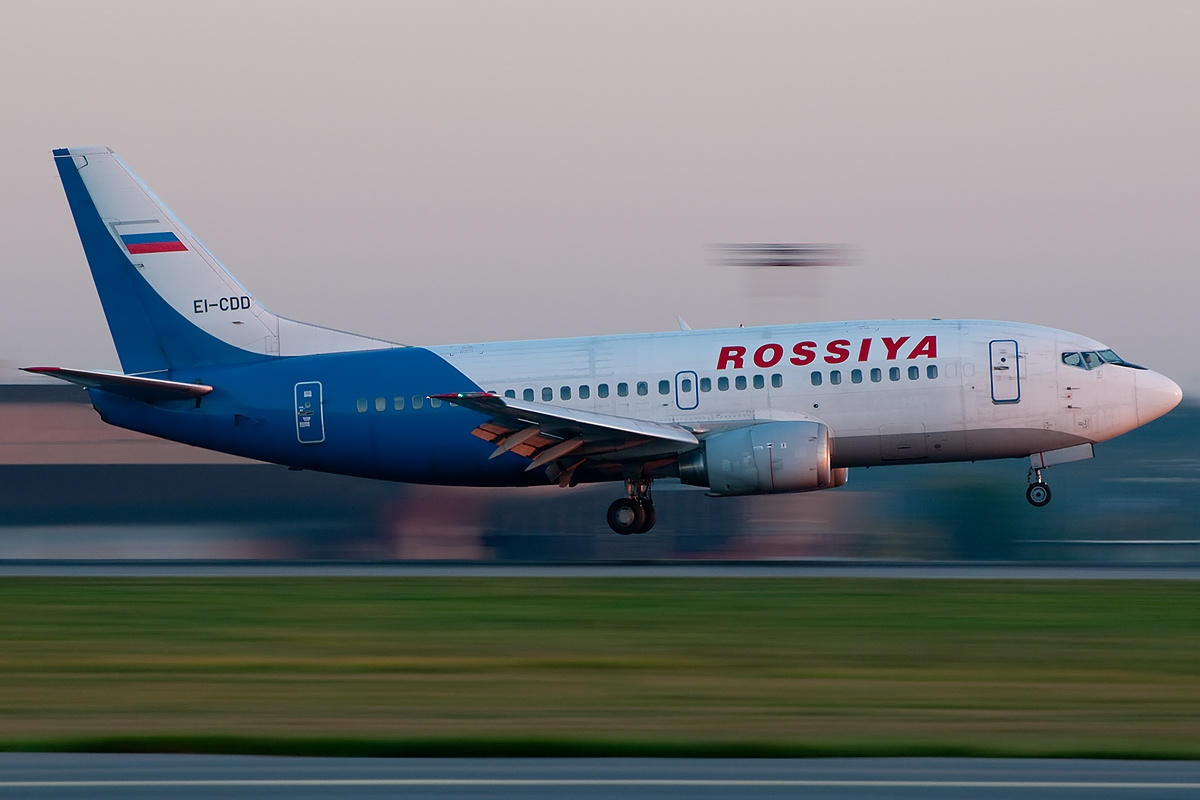
Boeing 737-500
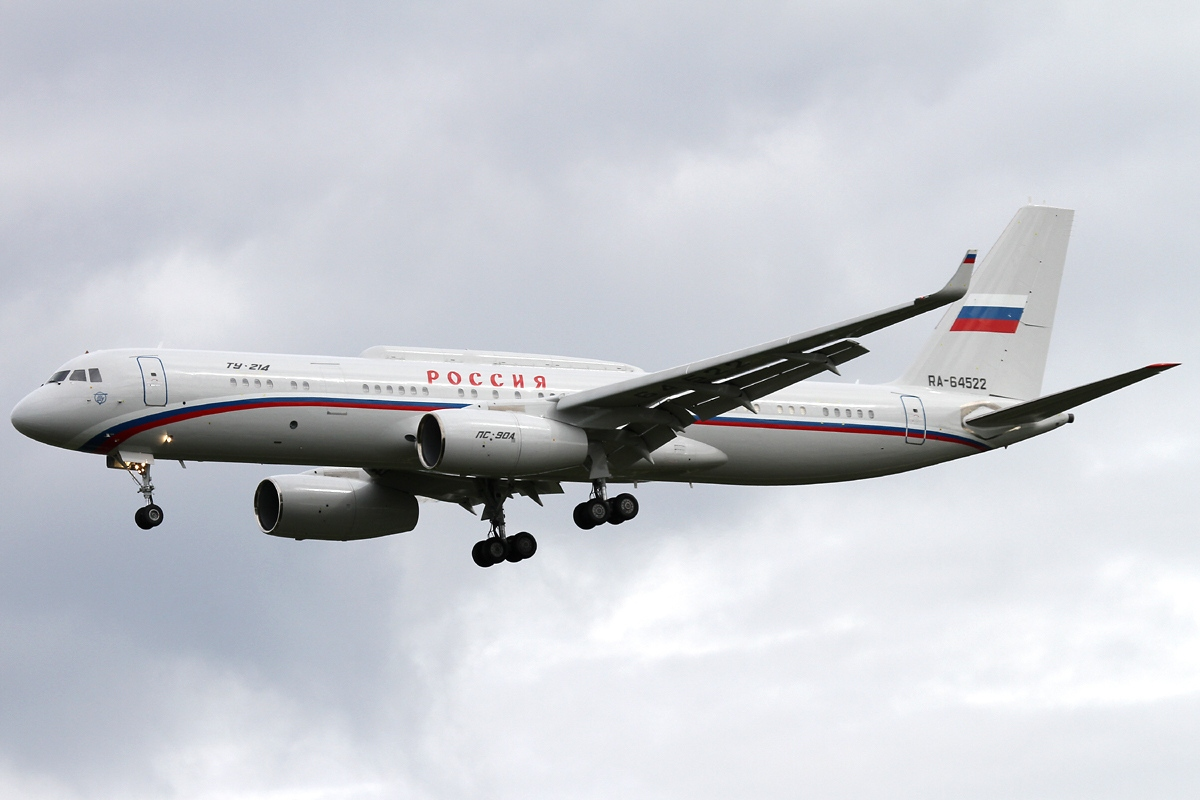
Tupolev Tu-214
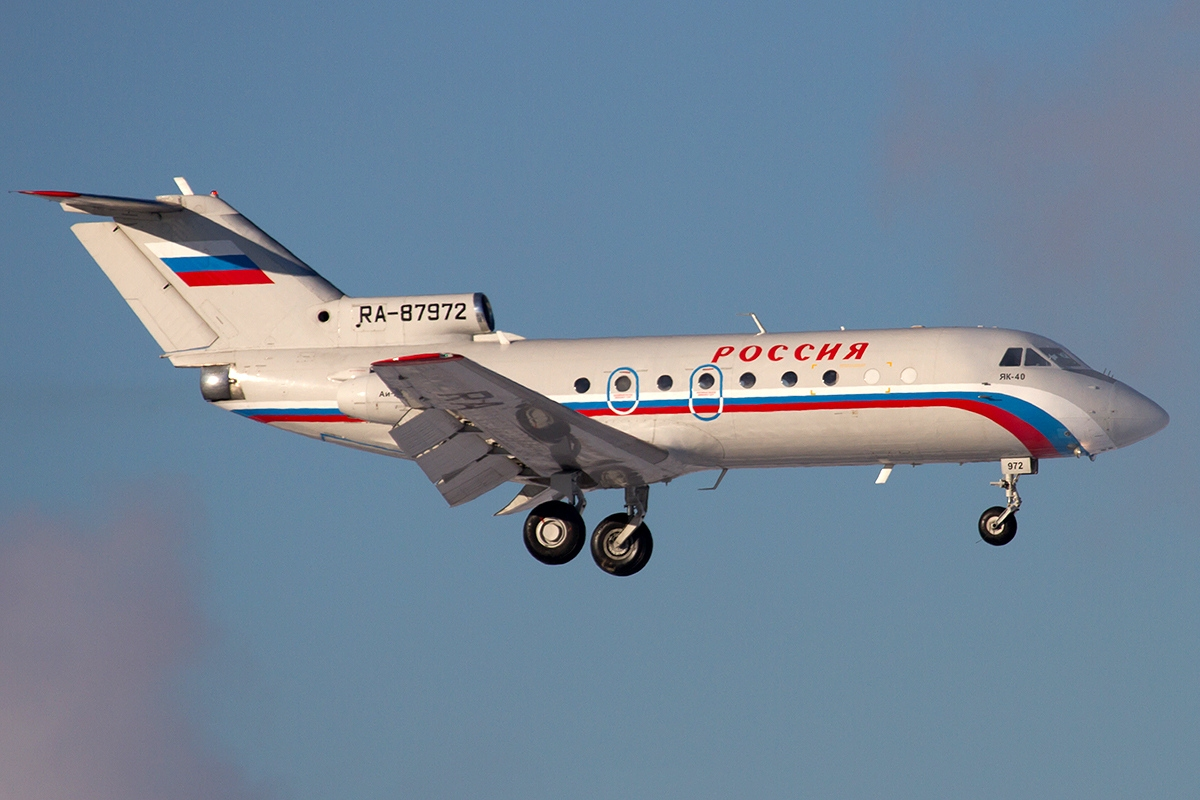
Yakovlev Yak-40

- Boeing 767-300
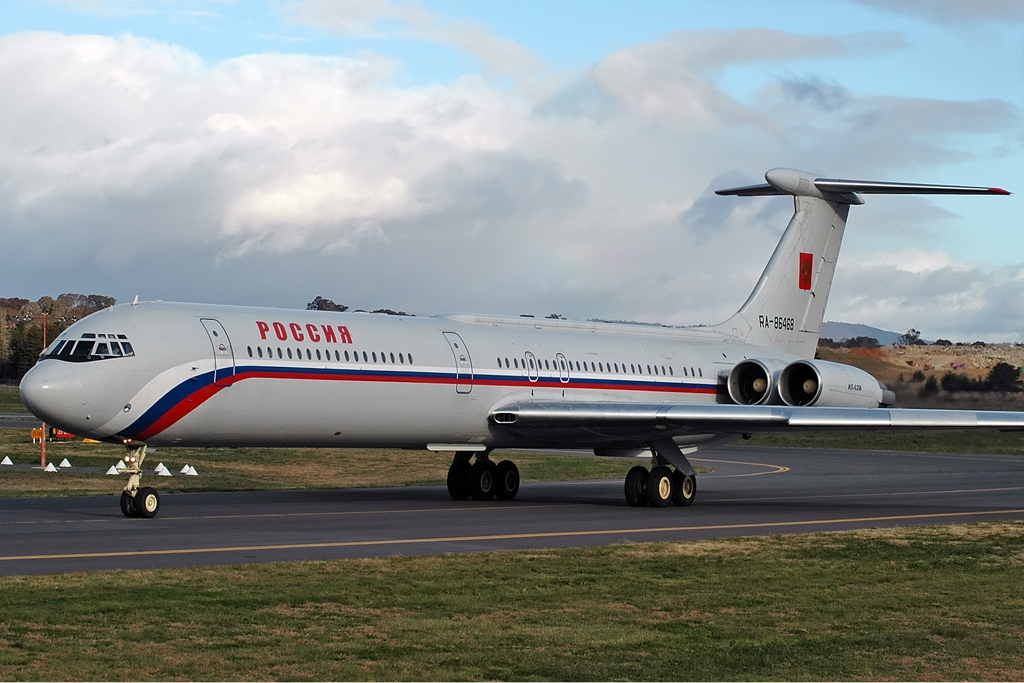
Ilyushin Il-96-300
- Ilyushin Il-18
- Ilyushin Il-62
- Dassault Falcon 7X
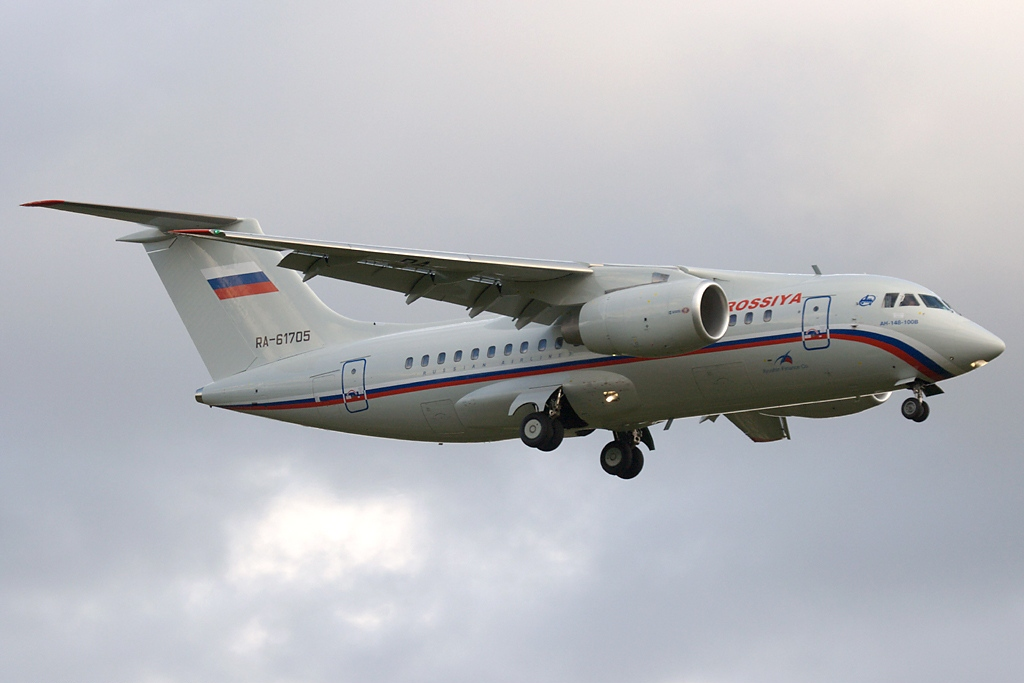
Antonov An-148
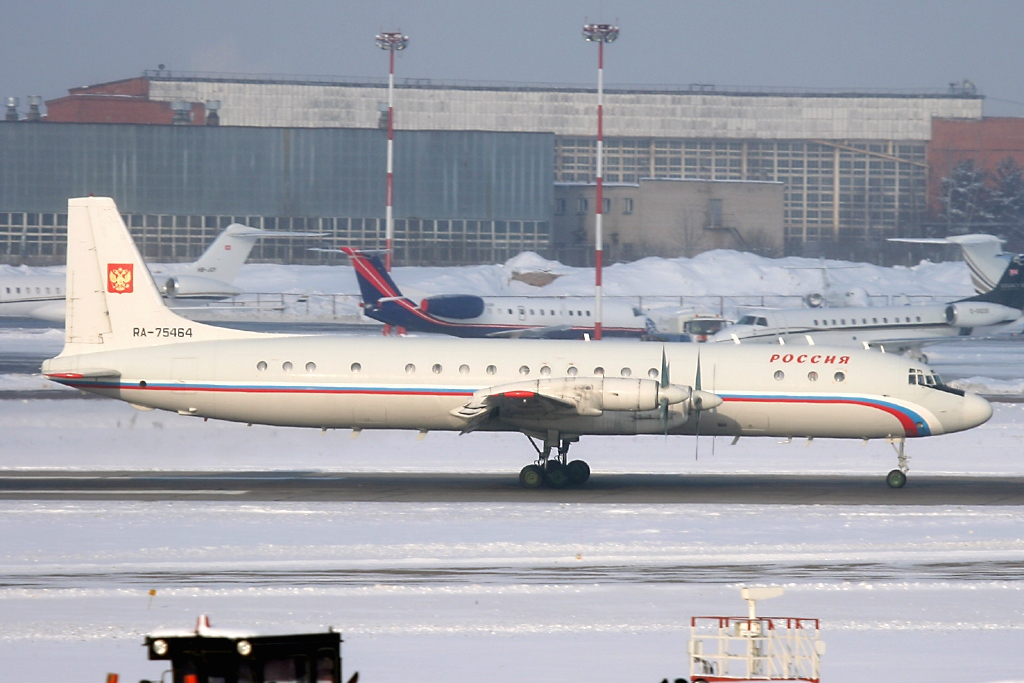
Ilyushin IL-18D
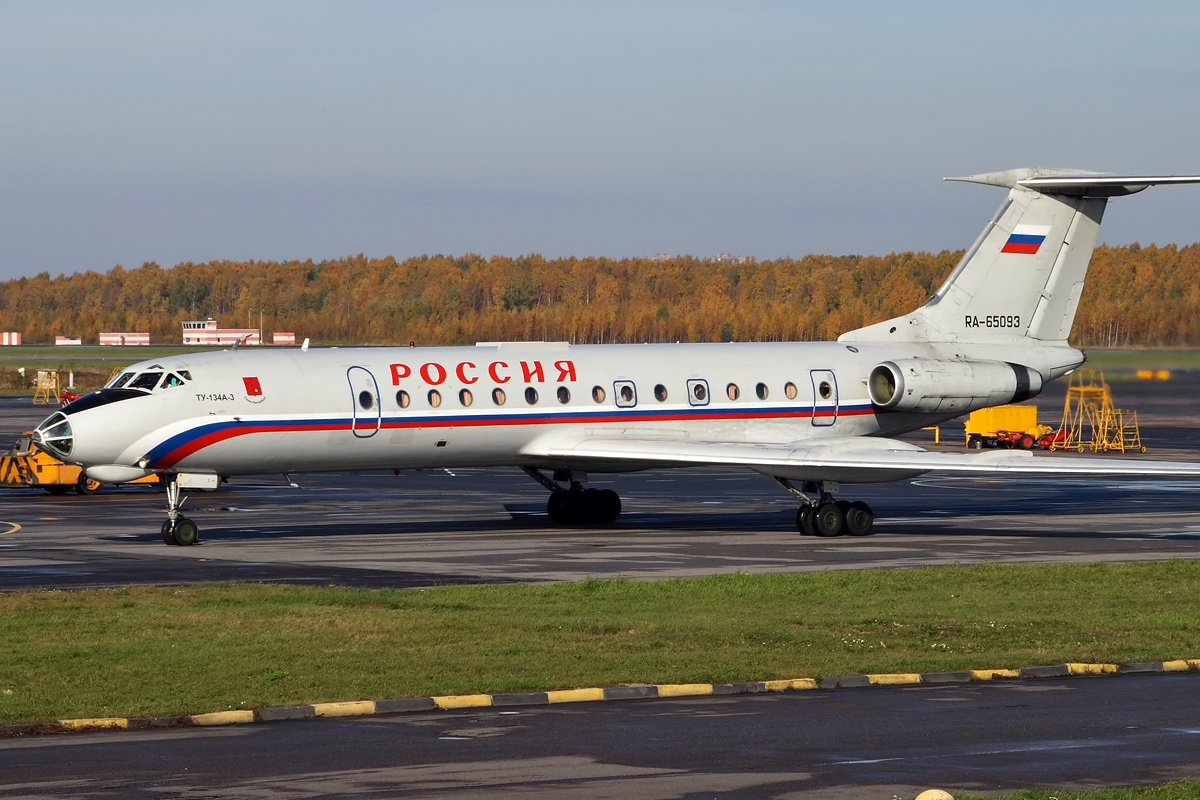
Tupolev Tu-134
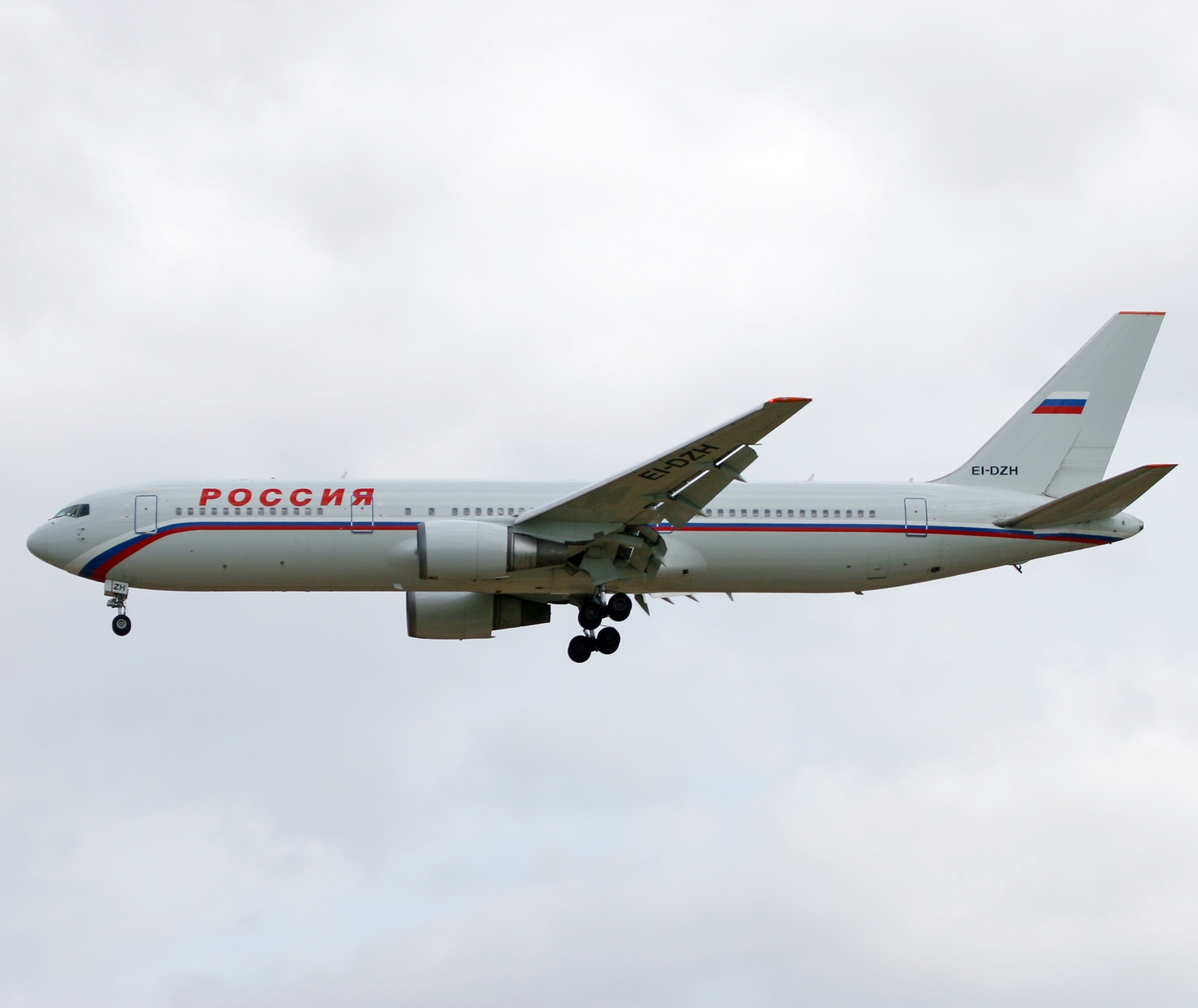
Boeing 767-300

- Boeing 737-500
- Tupolev Tu-214
- Yakovlev Yak-40
- Ilyushin Il-62
- Antonov An-148
- Ilyushin IL-18D
- Tupolev Tu-134
- Boeing 767-300

## Livrées spéciales
Rossiya a fait bénéficier quelques-uns de ses avions de livrées spéciales, mettant en avant des partenariats ou des projets :

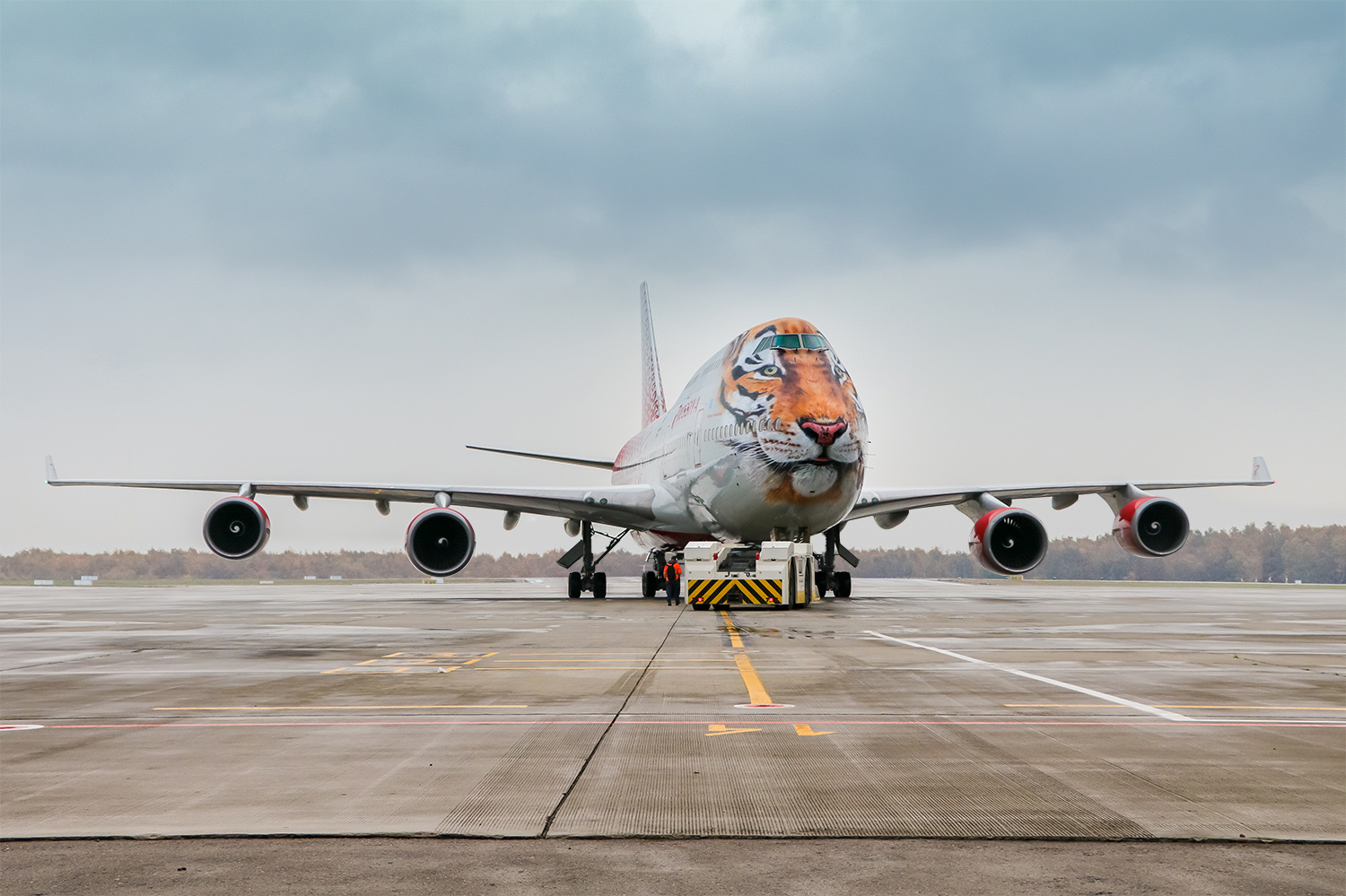
Livrée Tigrolet en hommage au tigre de Sibérie.
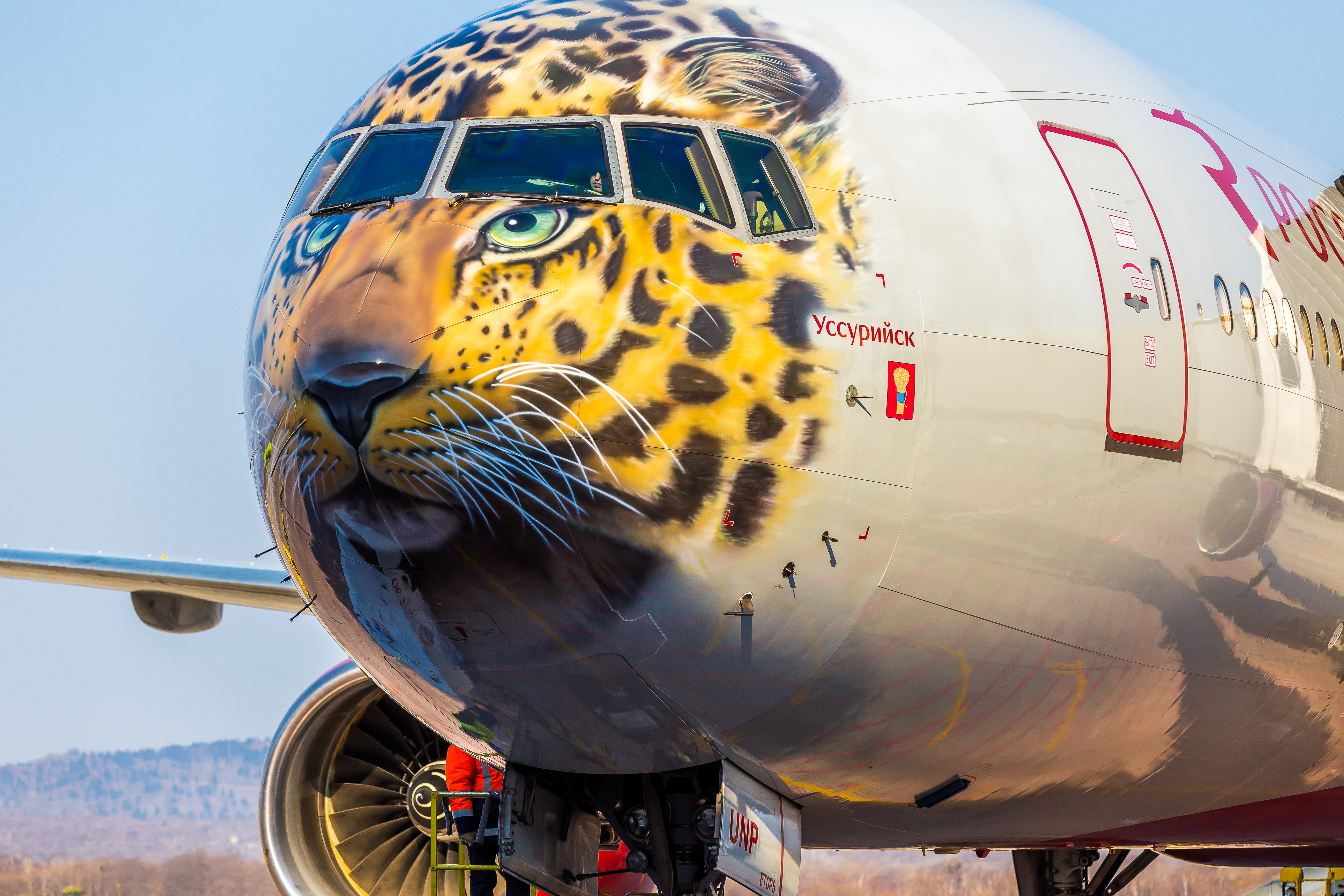
Livrée Leolet.
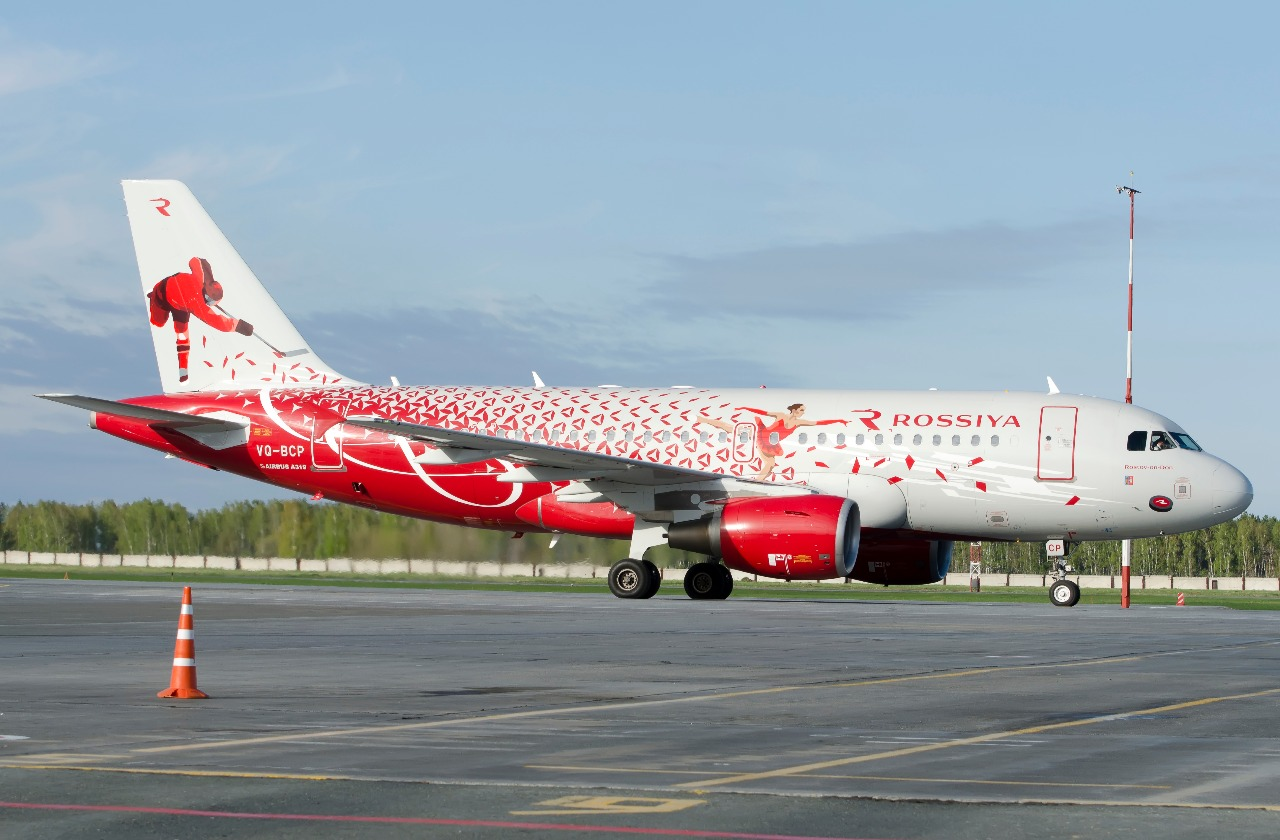
Livrée Sportolet.
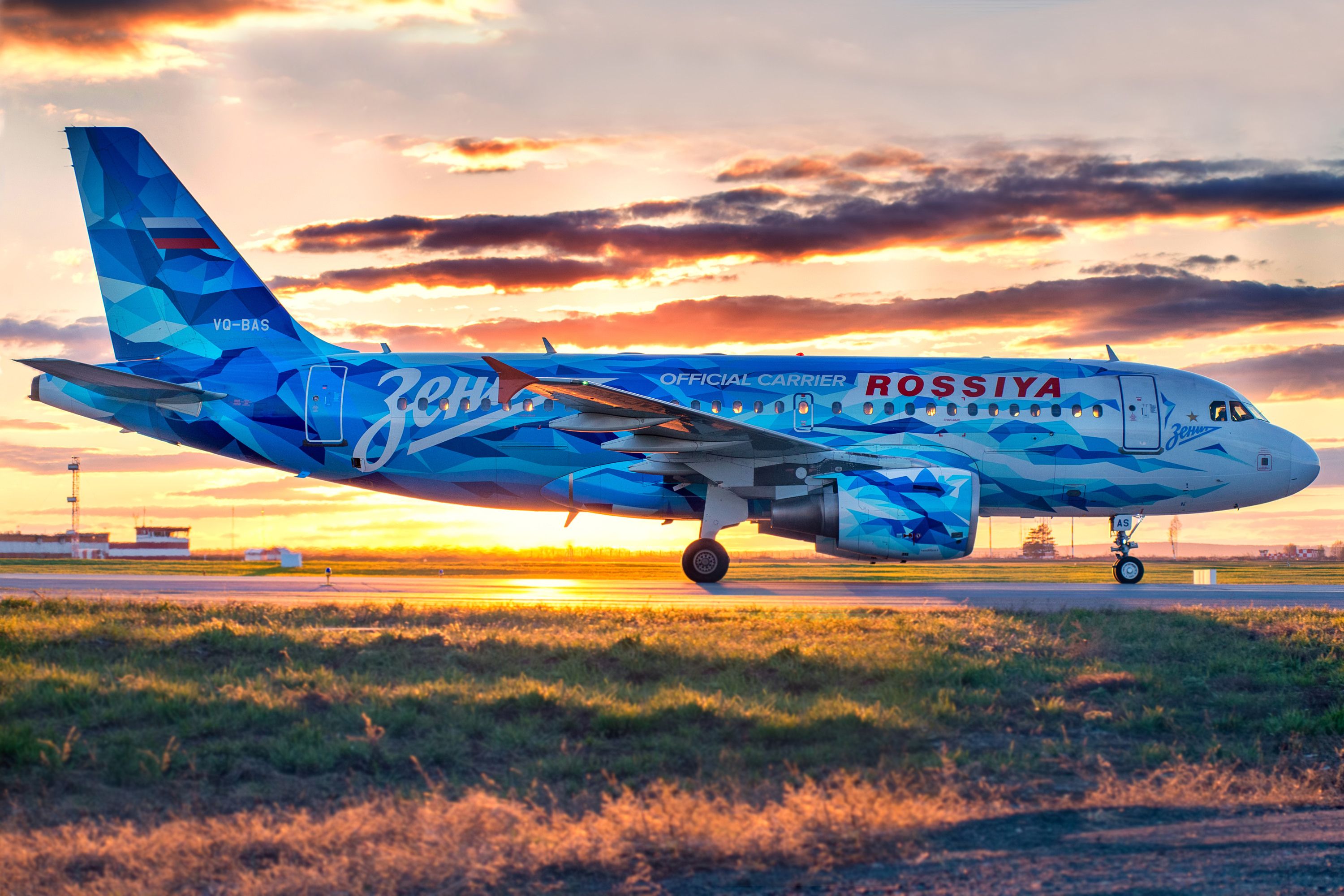
Livrée Zenitolet du Zénith Saint-Pétersbourg.